# Mariana Secca
Mariana Secca (Lisszabon, 1994. október 30. –) hivatásszerűen MARO néven ismert portugál énekesnő. Ő képviselte Portugáliát a 2022-es Eurovíziós Dalfesztiválon, Torinóban a Saudade, saudade című dalával.

## Élete és pályafutása
A bostoni Berklee College of Music hallgatója volt. Majd Los Angelesbe költözött.
A Covid19-pandémia miatt visszatért Portugáliába, és a Saudade, saudade című dalával részt vett a Festival da Cançãón, amelyet 2022. március 13-án nyert meg.

## Diszkográfia

### Albumok
- 2018 – Maro, vol. 1
- 2018 – Maro, vol. 2
- 2018 – Maro, vol. 3
- 2018 – Maro & Manel (con Manuel Rocha)
- 2018 – It's OK
- 2022 – Can You See Me?
- 2023 – hortelã

### Kislemezek
- 2019 – Midnight Purple (con Nasaya)
- 2019 – Why (con Ariza)
- 2019 – What Difference Will It Make
- 2020 – Mi condena (con Vic Mirallas)
- 2021 – Tempo (con Nasaya)
- 2021 – I See It Coming (con Nasaya)
- 2022 – Saudade, saudade
- 2022 – Am I Not Enough for Now?
- 2022 – We've Been Loving in Silence
- 2022 – Like We're Wired